# TBSチャンネル
TBSチャンネル（ティービーエスチャンネル）は、TBSテレビが運営するCS放送向けの専門チャンネル。　

## 概要
- 2015年2月時点で、「TBSチャンネル1 最新ドラマ・音楽・映画」「TBSチャンネル2 名作ドラマ・スポーツ・アニメ」の2つのチャンネルが運用されている。
- TBSで過去に放送された名作ドラマ、懐かしのバラエティ番組、音楽ライブの録画放送、Jリーグ・プロ野球・K-1などのスポーツ生中継、アニメ・映画、ドキュメンタリー、アイドルによる番組などを、毎日4時を起点に24時間放送している。
- ドラマを中心とした膨大なアーカイブから、TBSのアナウンサーが出演するオリジナルの新規制作番組まで幅広く構成されている。
- 民放が運営するCSチャンネルとしては後発ながらも、現在では多くの加入者を持つ人気チャンネルとなっている。
- 中には系列局が制作した番組[1] や、BSデジタル放送局のBS-TBSで放送された番組も含まれている。
- 一部の番組を除き、原則として番組内にはCMが挿入されない（本来挿入される箇所には、一部を除き5秒間[2] のステーションジングルが代わりに挿まれる）。
- スポットCMは自動車保険や健康食品などの通信販売関連が大半を占めているが、ブシロードのCMが他のCS放送から頻繁に流れているのが特徴である他、TBSグループ「TBSグロウディア（旧・グランマルシェ）」が運営する「TBSショッピング」の通信販売のインフォマーシャル[3] も行われている。このインフォマーシャルは2014年2月まで山本文郎（TBS元アナウンサー）が担当していたが、山本が急逝し、3月はつなぎでMCなし、4月から同じく元TBSアナウンサーの生島ヒロシが担当している。ACジャパンのCMについては支援キャンペーンのみが放送されている。

### ハイビジョン放送に関して
- 2つのチャンネルともにハイビジョンに対応していないケーブルテレビでは、レターボックスを付加して配信される場合がある。スカパー!e2（現・スカパー!）でも、同チャンネルのハイビジョン放送開始に合わせて2008年10月から画面比16:9のワイドサイズで放送されている（一部のCMでは額縁放送となる）。
- ハイビジョン放送の開始以降、画面右上に表示されているチャンネルロゴ表示[4] は番組（映像サイズ）によって表示される位置が異なっている。基本的に16:9サイズで放送される番組と番宣では画面右下の端に、4:3サイズで放送される番組では4:3画面の範囲内で表示される。過去には、16:9の番組であっても一部のスポーツ番組などにおいては4:3対応の位置に表示されることがあった。4:3テレビでの視聴にも対応するため4:3SDで制作された番組では4:3サイズに拡大する画角情報を付加している（受信機を4:3サイズに合わせた場合のみ動作する）。

## TBSチャンネル1 最新ドラマ・音楽・映画
- 2002年7月1日に「TBSチャンネル」として開局。スカパー!プレミアムサービス（衛星一般放送事業者はスカパー・ブロードキャスティング）、スカパー!（衛星基幹放送事業者はCS-TBS）、各地のケーブルテレビ局などにも供給されている。かつてのスカパー!SD→その後のスカパープレミアムサービス（標準画質）ではTBSテレビが自ら衛星一般放送を行っていた。
- 当初はスカイパーフェクTV!2（→スカパー!e2→現・スカパー!）のみの配信だったが[7]、好評を受けて同年10月1日からはスカイパーフェクTV!（現・スカパー!プレミアムサービス）での放送を開始、2003年秋からはケーブルテレビへの配信も開始し、配信局数も急速に伸びている。
- TBS及び系列局で制作・放送された新作ドラマ・アニメ、TBS PICTURES制作の映画や新作公開映画の予告番組、スポーツ中継、コンサートなどを放送する。TBSチャンネルオリジナルバラエティーも、チャンネル2と併せて制作・放送する。
- 2012年10月のTBSチャンネル2の開局を機に、チャンネル名称を「TBSチャンネル1」に改める。
- 2014年10月1日から現行のチャンネル名に改め、TBS系で放映された最新（過去5年間）のドラマや同じ時期にTBSで放送されているアニメ、TBS・および系列各局が製作に関わった映画作品、TBSチャンネル独占、もしくはテレビ初放映となる音楽ライブ、韓流ドラマ、K-POP、J LEAGUE WIDE（サッカーJリーグ ディビジョン1中継）などを中心とした番組編成に特化した内容となる。なお、地上波本放送から10年以上経過したドラマ作品は原則TBSチャンネル2への放送に移行したが、『水戸黄門』と『渡る世間は鬼ばかり』などのシリーズドラマや月曜ミステリー劇場→月曜ゴールデン→月曜名作劇場で放送された2時間ドラマの一部作品は引き続きチャンネル1で放送する。地上波本放送から5年未満のドラマ作品は編成上の都合によりチャンネル2で放送されることもある。
- チャンネル名：TBSチャンネル1 最新ドラマ・音楽・映画
- 運営会社：株式会社TBSテレビ
- プラットフォーム・チャンネル番号
  - スカパー!プレミアムサービス（標準画質）（Ch.SD363※2014年5月31日放送終了）
  - スカパー!プレミアムサービス（Ch.HD616）
  - スカパー!（Ch.CS296）※CS-TBS（旧・C-TBS）にて配信
  - スカパー!プレミアムサービス光（Ch.616（HD）※スカパー!プレミアムサービスと同じ）
  - ケーブルテレビ：J:COM（旧JCNを含む）、ITSCOM、K-CAT・eo光テレビなど

## TBSチャンネル2 名作ドラマ・スポーツ・アニメ
- 2012年10月1日の開局前に9月28日午前0時からサービス放送を実施。『ハンチョウ〜神南署安積班〜』（シリーズ1、シリーズ2）・『IS 〈インフィニット・ストラトス〉』・『お笑い総決算!厳選撮りおろし!ネタ見せちゃんねる』・『Augusta 20th Anniversary プレミアムライブ in 高知』・『寺内貫太郎一家』を無料放送した。
- 過去にTBSで制作・放送された往年のドラマ・バラエティ・アニメ・ボクシング・プロ野球名勝負（録画）を中心に放送する。放送番組はチャンネル1と重複する場合もある。
- 2013年5月6日から「毎日が一挙放送!」や「○○特集」と題し、ドラマ、アニメ、音楽番組などの一挙放送を全日18時〜23時に編成している（2014年9月22日までは13時〜23時）。
- 2014年10月1日から現行のチャンネル名に改め、TBS系列でこれまでに放送してきた懐かしの名作ドラマ・バラエティー・アニメーションのアンコール放送を中心に、S☆1 BASEBALL「横浜DeNAベイスターズ主管ゲーム」、ボクシング、ゴルフなど、スポーツ中継を拡充させる。
- チャンネル名：TBSチャンネル2 名作ドラマ・スポーツ・アニメ
- 運営会社：株式会社TBSテレビ
- プラットフォーム・チャンネル番号
  - スカパー!（Ch.CS297）※CS-TBSにて配信。16:9フルサイズのSD放送 → ハイビジョン放送
  - スカパー!プレミアムサービス・スカパー!プレミアムサービス光（Ch.617）
  - ケーブルテレビ：J:COM（旧JCNを含む）、ITSCOM、K-CAT・eo光テレビなど

## 沿革
- 2002年7月1日…スカイパーフェクTV!2（現・スカパー!）Ch.166にて「TBSチャンネル」（以下「Ch.1」）として開局。
- 2002年10月1日…Ch.1、スカイパーフェクTV!（現・スカパー!プレミアムサービス）での放送開始。
- 2004年10月20日以降…Ch.1、モバHO!への配信を開始。
- 2005年8月31日…スカパー!110でのチャンネル番号をCh.166からCh.301に変更[9]。
- 2008年秋…Ch.1、スカイパーフェクTV!で開始するハイビジョン放送・第1期の12のチャンネルのうちの1つに選定され、放送開始[10]。
- 2009年3月31日…Ch.1、モバHO!での放送を終了。
- 2009年4月1日…Ch.1、開始した日本デジタル配信を皮切りにケーブルテレビでもハイビジョン放送を開始。JDSからCSデジタル放送の供給を受けているJCNグループ（当時）でも同年10月1日から、J:COMグループでは同年11月1日から開始[11]。さらにその他のケーブルテレビ局でも順次ハイビジョン放送を開始。
- 2009年9月末…Ch.1、視聴可能世帯数が400万世帯を超える[12]。
- 2010年8月末…Ch.1、視聴可能世帯数が500万世帯を超える[13]。
- 2011年10月…総務省がスカパー!e2（当時）の空き帯域申請を実施。株式会社シー・ティ・ビー・エスがCh.1用のHDTV16スロットを申請。
- 2012年2月10日…総務省が12事業者14チャンネルに対して新たに帯域を割り当て、Ch.1もスカパー!e2にてハイビジョン放送に移行することが決定。
- 2012年7月1日…Ch.1、午前0時からスカパー!e2にてハイビジョン放送を開始し、Ch.301[14]（CS2）からCh.296（CS1）に移行。同時にスカパー!HD（当時）を含め一部番組では字幕放送も実施。
- 2012年10月1日…正午からスカパー!にて「TBSチャンネル2」（以下「Ch.2」）開局。CS2ネットワークCh.CS297、16:9フルサイズのSD（標準画質）で放送。同時にCh.1は「TBSチャンネル1」に名称変更[15]。
- 2013年4月1日…Ch.2、スカパー!プレミアムサービスでは標準画質で、ケーブルテレビ局向け配信事業者の日本デジタル配信（JDS）とジャパンケーブルキャストではハイビジョン画質のみで放送・配信が開始。
- 2013年7月1日…Ch.2、スカパー!プレミアムサービス光で放送開始。
- 2014年4月1日…Ch.2、横浜DeNAベイスターズ主催のプロ野球中継をTBSニュースバード（現・TBS NEWS）から移管する[16] のに伴い、同日午前6時から、スカパー!プレミアムサービス・スカパー!プレミアムサービス光向けのハイビジョン放送を開始した他、スカパー!プレミアムサービスの標準画質チューナー向けの放送も同日から開始した（Ch.SD364）。標準画質チューナー向けの放送は2014年5月31日を以って終了するため、実質2か月間の限定放送[17]。さらに、同日からJ:COM、eo光テレビ（近畿地方のケーブルテレビ局）、ひかりTVでもCh.2の配信を開始。
- 2014年5月31日…Ch.1・Ch.2ともにスカパープレミアムサービスの標準画質での放送を終了。
- 2014年10月1日…チャンネルの名称をCh.1は「TBSチャンネル1 最新ドラマ・音楽・映画」、Ch.2は「TBSチャンネル2 名作ドラマ・スポーツ・アニメ」にそれぞれ変更[18]。
- 2016年12月15日…スカパー!が同日に、2017年シーズンのサッカー・Jリーグ戦の放送断念を発表した影響により、2005年から12年間Ch.1で続けてきたJリーグ戦中継「J-LEAGUE WIDE」の終了が確定[19]。
- 2018年9月26日…6時の停波明けからCh.2、スカパー！にてハイビジョン放送開始。同時にCh.1のスロットが16→12に削減され、画質低下される。

### ステーションシンボルの変遷
- 開局当初 - 2006年6月19日…『tbs channel』という表記で、「b」の穴部分に赤色を配したもの。当初は地上波と同じTBSのロゴタイプ（4代目・1994年制定）をそのまま使用する形態だったが、開局直前になって『tbs channel』という表記に変更された。
- 2006年6月20日 - 2009年9月30日…Gill Sans（英字）と長体がかったゴシック体（カナ）の混植で、TBSchannelまたはTBSチャンネル。『TBS』の部分は太字で、1960年制定のTBS初代ロゴタイプに近い。ロゴマークは青地のTシャツに白抜きで『TBS』の文字を入れたものに変更され、2009年10月のロゴ字体のマイナーチェンジ後も引き続き使用されていた。
- 2009年10月1日 - 2012年9月30日…ロゴタイプを、運営会社のTBSが1994年から2020年まで使用していた4代目ロゴのローマン体に統一（TBSニュースバードと同時）。上段にTBS、下段にチャンネルの表記となる。Tシャツロゴは2012年9月30日まで使用された。
- 2012年10月1日 - 2020年3月31日…TBSチャンネル2が開局したことにより、従来のTBSチャンネルはチャンネル名称をTBSチャンネル1と変更。TBSチャンネル1は青地の背景に、2009年10月から引き続いて使用される上段TBS、下段チャンネルのロゴの右横に1の表記。新規開局したTBSチャンネル2は赤地の背景に、上段TBS、下段チャンネルのロゴの右横に2の表記となる。なお、テレビ受信機のアイコン表示では、チャンネル1のチャンネル名称変更前、およびチャンネル2の開局前（サービス放送開始時）である同年9月1日からチャンネル1・2ともに現行ロゴが使用されている。
- 2020年4月1日 - …チャンネルロゴが、地上波・BS-TBS・TBS NEWSなどと共通でTBS5代目ロゴに変更。左上部に「TBS」、左下部に小さく「チャンネル」、右側には白地に数字の「1」・「2」が入る。なお、受像機のアイコンは、2020年7月19日まで引き続き前代ロゴが使われたが、翌20日から、現行ロゴに変更された。

※なお、スカパー!e2の簡易データ放送での表示では2008年2月頃まで『tbs channel』という旧ロゴの表記となっていた（2008年9月30日で一時終了。後にしばらくの休止を挿んで簡易データ放送を再開するも2010年に終了）。これはTBSニュースバード → TBS NEWSも同様であった。

## 主な番組

### ドラマ
TBS系列で過去に放送された人気のドラマ作品を厳選して放送。ドラマ番組は編成の大多数を占めている。
TBSテレビが制作した作品の他、大映テレビ・TBSスパークル（旧木下プロダクション→ドリマックス・テレビジョン）・テレパック・カノックスなどTBSテレビと関係の深い有力制作会社の主管・共同制作の作品も多く放送。特に『スクール☆ウォーズ』や『赤いシリーズ』などの大映テレビが制作した作品や、『水戸黄門』や『江戸を斬る』といった時代劇シリーズも独占放送中である。大映テレビが製作したドラマには「大映テレビ劇場」のタイトルレーベルが付く。
『いのちの現場から』や『キッズ・ウォー』など系列局の毎日放送やCBCテレビ、および『ケータイ刑事 銭形シリーズ』などBSデジタル放送局・BS-TBSが制作した作品も放送されている。
中には、TBSテレビが「ラジオ東京」（KRT）と称していた時代に制作された、2インチVTRにて保存されているモノクロ作品もある。例としては、1958年の『私は貝になりたい』 や『マンモスタワー』（森雅之主演）などが挙げられる（特に前者は終戦の日前後の時期に2008年版の映画と合わせて放映）。
チャンネル1では平日15時から16時40分、チャンネル2では平日13時から15時と23時から25時 に、単発ドラマ（「ザ・サスペンス」、「ドラマチック22」、「月曜ドラマスペシャル」、「月曜ミステリー劇場」、「月曜ゴールデン」）で過去に放送された作品を集中的に特集する時間に当てられている。
2006年以降は韓国や台湾で制作された作品を購入し、積極的に放送している。
週1回・もしくは平日に毎日放送する帯編成の他、連休などを利用して特定の番組を第1回から最終回まで一気に集中放送する「1日で全話見せますスペシャル」、あるいは「一挙放送祭り」という企画も度々行われている。
CS放送のチャンネルで多い長時間に渡る集中的な再放送は「追いつけ!一挙再放送」と題している。
なお、TBSテレビでは地上デジタル放送開始前の2000年頃からハイビジョンカメラで撮影された作品がある。このため、『ぼくが地球を救う』や『3年B組金八先生』（第6シリーズ）など作品によってはこのチャンネルで初めてハイビジョンで放送されるものもある。
一部の作品では著作権の問題から、IP放送（ひかりTV）において放送が許可されておらず、その作品が予告編や番組紹介記事などで取り上げられるときには「IPTVではご覧いただけません」という断りが書かれる場合がある。公式サイトにも、通常の番組表 とは別に IP放送向けの番組表 が掲載されている。IPTVでは放送が許可されていない作品を放送している当該時間帯は別のドラマ作品に差し替えられる。IPTVで放送できない場合でも作品によって全ての回が放送できない場合と一部の回が放送出来ない場合がある。
番組ホームページが設けられていた作品の再放送（バラエティーも含む）に関してはそれが閉鎖されているものもあるため、「ホームページの情報は放送当時のものです」という断りを入れることがある。その作品がTBSオンデマンドでも配信提供されている場合はその旨を説明した字幕を出した後、TBSオンデマンドのコマーシャル（15秒）が入る。地上波本放送当時のオリジナリティを再現するためか、ドラマ本編終了後に地上波での本放送当時の視聴者プレゼント（ドラマ主題歌のレコード・CDやドラマのDVDなど）の告知がそのまま流れる場合があり、プレゼントの宛先が表示された際「現在は募集しておりません」のお断りテロップが表示される。
放送されるドラマ作品は一部作品において、台詞に差別用語や放送禁止用語がある場合はその箇所が無音になることがあるが、作品によってそのまま放送されることもある。その際、放送作品の本題前に、「番組中、一部に不適切な表現がありますが、作品の時代踏襲及び作品のオリジナリティを考慮しそのままお送りします。ご了承ください。」と書かれたテロップが表示される。
ドラマ作品の再放送の際、連日2話放送する場合、最終回などで時間が余った際は『吉田類の酒場放浪記』もしくは『城島健司のJ的な釣りテレビ』などで穴を埋めることが多い。
TBSテレビやその系列局が制作もしくは制作に関わったドラマ作品に限らず、テレビ東京（東京12チャンネル時代含む）、朝日放送テレビ（テレビ朝日系列、ネットワークの腸捻転解消前後の作品含む）や関西テレビ（フジテレビ系列）、読売テレビ（日本テレビ系列。主に木曜ゴールデンドラマで放送された作品）などが外部プロダクションと共同制作したドラマ作品も放送されることがある。
ジャニーズ事務所所属タレントが主演もしくは主要登場人物として出演したドラマ作品については、肖像権の関係で放送されないことが多いが、主演した映画作品は問題なく放送される。

#### 主なドラマ作品
TBSテレビ制作ドラマの一例
- 東芝日曜劇場
  - マンモスタワー
  - 愛と死をみつめて
  - 女と味噌汁
  - うちのホンカン（北海道放送制作）
- 私は貝になりたい（フランキー堺版・所ジョージ版）
- 時間ですよ
- 寺内貫太郎一家
- 悪魔のようなあいつ
- あにき（高倉健主演）
- 岸辺のアルバム
- 翔べイカロスの翼
- 3年B組金八先生
- ふぞろいの林檎たち
- うちの子にかぎって…
- パパはニュースキャスター
- オイシーのが好き!
- 意外とシングルガール
- 渡る世間は鬼ばかり
- あしたがあるから
- ホームワーク
- 課長サンの厄年
- カミさんの悪口
- オトコの居場所
- ケイゾク
- SPEC〜警視庁公安部公安第五課 未詳事件特別対策係事件簿〜
- 世界の中心で、愛をさけぶ
- 冗談じゃない!
- ROOKIES
- JIN-仁-
- 専業主婦探偵〜私はシャドウ
- とんび
- 確証〜警視庁捜査3課
- S -最後の警官-
- 夜のせんせい
- アリスの棘
- ルーズヴェルト・ゲーム
- おやじの背中
- 流星ワゴン
- ヤメゴク〜ヤクザやめて頂きます〜
- 表参道高校合唱部!
- ナポレオンの村
- コウノドリ
- 下町ロケット
- 天皇の料理番（佐藤健主演）
- 重版出来!
- 死幣-DEATH CASH-
- 逃げるは恥だが役に立つ
- 寺内貫太郎一家 '98秋 2000

テレパック制作ドラマの一例
- 天皇の料理番（堺正章主演）
- 男女7人夏物語
- 男女7人秋物語
- 週末婚
- 昔の男
- こちら本池上署

TBSスパークル（旧木下プロダクション→ドリマックス・テレビジョン）制作ドラマの一例
- 木下恵介・人間の歌シリーズ
  - それぞれの秋
  - もうひとつの春
- すぐやる一家青春記
- いつか黄昏の街で（毎日放送）
- 金曜日の妻たちへシリーズ
- おとなの選択
- ハンチョウ〜神南署安積班〜
  - ハンチョウ〜警視庁安積班〜
- 汚れた舌
- 夜行観覧車
- 隠蔽捜査
- Nのために
- 女はそれを許さない
- マザー・ゲーム〜彼女たちの階級〜
- 私 結婚できないんじゃなくて、しないんです

大映テレビ制作ドラマの一例
- おくさまは18歳
- なんたって18歳!
- 燃える兄弟
- 顔で笑って
- 日の出署シリーズ
  - 夜明けの刑事
  - 新・夜明けの刑事
  - 明日の刑事
- 赤いシリーズ
  - 赤い迷路
  - 赤い疑惑
  - 赤い運命
  - 赤い衝撃
  - 赤い激流
  - 赤い絆
  - 赤い激突
  - 赤い嵐
  - 赤い魂
- 人はそれをスキャンダルという
- 薔薇海峡
- 噂の刑事トミーとマツ
- 秘密のデカちゃん
- 婦警さんは魔女
- 高校聖夫婦
- 不良少女とよばれて
- スクール☆ウォーズ
- 少女に何が起ったか
- ポニーテールはふり向かない
- ストーカー・誘う女
- 略奪愛・アブない女

その他の制作プロダクション制作ドラマの一例
- 幸福の黄色いハンカチ（菅原文太主演、三船プロダクション制作）
- 時間ですよ（「時間ですよ ふたたび」以降のシリーズ、カノックス制作）
- 積木くずし－親と子の200日戦争－（東宝制作）
- ドラゴン桜（MMJ制作）
- おひとりさま（MMJ制作）
- もう一度君に、プロポーズ（共同テレビジョン制作）
- SAKURA〜事件を聞く女〜（The icon制作）
- 夫のカノジョ（ホリプロ制作）
- 東京スカーレット〜警視庁NS係（東映制作）
- ホテルコンシェルジュ（MMJ制作）

時代劇（主にC.A.L制作作品）
- 水戸黄門
- 大岡越前 - 現在は時代劇専門チャンネルで放送
- 江戸を斬るシリーズ

2時間ドラマの一例
- 十津川警部シリーズ（渡瀬恒彦版）
- 浅見光彦シリーズ（辰巳琢郎版・沢村一樹版・速水もこみち版）
- 狩矢警部シリーズ（船越英一郎版）
- 万引きGメン・二階堂雪シリーズ
- 弁護士高見沢響子シリーズ
- カードGメン・小早川茜シリーズ
- 税務調査官・窓際太郎の事件簿シリーズ
- 駅弁刑事・神保徳之助シリーズ
- 陰の季節シリーズ（上川隆也版・仲村トオル版）
- 探偵 左文字進シリーズ
- 世直し公務員ザ・公証人シリーズ
- 上条麗子の事件推理シリーズ
- 財務捜査官 雨宮瑠璃子シリーズ
- 警視庁機動捜査隊216シリーズ
- 警視庁南平班〜七人の刑事〜シリーズ
- 湯けむりバスツアー 桜庭さやかの事件簿シリーズ
- 釣り刑事シリーズ
- 世田谷駐在刑事シリーズ
- 居酒屋もへじシリーズ

TBSテレビ長編大作ドラマ
- 海は甦える
- 歴史の涙

JNN系列局制作ドラマの一例
- いのちの現場からシリーズ（毎日放送制作）
- 闇金ウシジマくん（MBS制作） - チャンネルNECO、ファミリー劇場でも放送
- コドモ警察（毎日放送制作）
- 新解釈・日本史（毎日放送制作）
- キッズ・ウォーシリーズ（CBCテレビ制作）
- おかげ様で!（CBCテレビ制作）

JNN系列局以外の他系列局制作ドラマの一例
- 木曜ゴールデンドラマ（読売テレビ制作）の一部作品
- 現代恐怖サスペンス（関西テレビ制作）の一部作品

### バラエティ
TBSチャンネルのオリジナル番組については後述。
- 風雲!たけし城
- クイズダービー[23]
- 鶴瓶のスジナシ!（CBCテレビ制作）
- 落語特選会、落語研究会
- キングオブコント
- 吉田類の酒場放浪記（BS-TBS制作）[24]
- 城島健司のJ的な釣りテレビ（RKB毎日放送制作）
- 吉田類の北海道港町めぐり（北海道放送制作）
- 佐々岡真司出演 瀬戸内釣り物語シリーズ（中国放送制作）
- 週刊EXILE
- ボイメンの試験に出ない英単語
- 8時だョ!全員集合（2020年12月 -）

過去の番組
- クイズ100人に聞きました
- 欽ちゃんの週刊欽曜日
- ウンナンの気分は上々。
- どうぶつ奇想天外!
- ムーブ「関口宏の東京フレンドパーク」
- ぎんざNOW!
- 大笑福亭鶴びん
- 恋するハニカミ!
- でらSKE〜夜明け前の国盗り48番勝負
- 有吉AKB共和国（一時TBSチャンネルオリジナル版を放送していた）
- ランク王国（地上波から6日遅れの放送）
- ももクロ団シリーズ
- エビ中らんどっ!・エビ中Hiらんどっ!・エビ中島!!!・エビ宙!!!
- ロケみつ〜ロケ×ロケ×ロケ〜（毎日放送制作）
- みんなの青春のぞき見TV TEEN!TEEN!（RKB毎日放送制作）

など

### 映画
映画作品は、原則としてTBSが製作もしくは製作・出資（製作委員会方式）に関わった作品を中心に放送している。放送された映画作品は後にチャンネルNECOなどで放送されることもある。
映画作品の一例
- おくりびと
- ROOKIES-卒業-
- 図書館戦争 など

### 音楽
本数こそ少ないものの、J-POPの人気アーティストのライブを毎月積極的に制作し、独占放送している。
浜崎あゆみの年越しカウントダウンライブを2009年まで毎年生中継 するなど、スペースシャワーTVなどの音楽専門チャンネルと遜色ない取り組みも見せている。
2014年には、オリジナル音楽番組『The Vocalist〜音楽に恋して〜』が放送開始。
過去にTBS系列で放送された音楽番組を再放送することもある。TBSテレビが制作に参加していないライブを独占生中継することもある。なお、収録・放送するライブやコンサートの主催者はTBSテレビとは限らない。競合する他の放送局が主催している例も少なくない。
取り上げるアーティストは、avex、GIZA studio、オフィスオーガスタ、ハロー!プロジェクトなどに所属する人物・ユニットが中心。
K-POPアーティストのライブも積極的に放送しており、特に『SBS人気歌謡』『SBS歌謡大祭典』（SBS制作）は日本独占放送である。
毎年6月下旬には美空ひばりを特集した特別番組を放送している（『TBS歌のグランプリ』や『ぴったし カン・カン』『東芝日曜劇場』『ザ・ガードマン』での出演回などを特別放送）。毎年末には過去の『輝く!日本レコード大賞』『クリスマスの約束』も放送されている。
オリジナルライブ
- 浜崎あゆみ（生中継）
- BoA
- 倖田來未
- m-flo
- 東方神起
- 山崎まさよし
- スキマスイッチ
- スガシカオ
- 槇原敬之
- 布袋寅泰（2006年6月のライブを生中継）
- コブクロ
- ウルフルズ
- RIP SLYME
- 中島みゆき
- 愛内里菜
- 倉木麻衣
- アンジェラ・アキ
- 絢香
- 松田聖子
- 荻野目洋子
- 水樹奈々
- 坂本真綾
- 木村カエラ
- ハロー!プロジェクト
  - モーニング娘。（2023年6月のライブを生中継）
  - Berryz工房
  - メロン記念日
  - スマイレージ（現・アンジュルム）
- 上戸彩
- 柴咲コウ
- Cocco
- きゃりーぱみゅぱみゅ
- Superfly
- T.M.Revolution
- かぐや姫
- くるり
- 吉田兄弟
- スターダスト☆レビュー
- KREVA
- ユニコーン
- 秦基博
- ねごと
- 大橋トリオ
- 地球三兄弟
- Rev. from DVL
- 森高千里
- 山内惠介
- 乃木坂46（アンダーライブ）
- 欅坂46（メジャーデビュー前、現・櫻坂46）
- BTS
- 鞘師里保（生中継）
- 岸本ゆめの

ほか
TBS系列で放送された番組
- 7時にあいまショー
- TBS歌のグランプリ
- サウンド・イン"S"
- トップスターショー・歌ある限り
- キラリ・熱熱CLUB（1980年代に深夜枠で放送されたライブ番組）
- アイラブバンド（1990年代に深夜枠で放送されたライブ番組）
- 日本有線大賞
- 輝く!日本レコード大賞
- 小田和正「クリスマスの約束」
- ロッテ 歌のアルバム
- ザ・ベストテン（2020年6月 -、不定期）

ほか

### スポーツ
- S☆1 BASEBALL

一部試合はBS-TBSでも同時放送。スカパー!の「プロ野球セット」の加入世帯では、この番組のみ視聴可能。#プロ野球中継も参照のこと。
- J-LEAGUE WIDE

2005年から2016年まで放送。毎節1試合以上・年間39試合の生中継、および録画放送。TBSテレビまたはBS-TBSとのサイマル放送が原則（TBSの場合は音声は差し替え）。
- K-1 WORLD MAX
- Dynamite!! 〜勇気のチカラ〜
- HERO'S
- DREAM
- プロボクシング

世界タイトルマッチ生中継を含む。他の民放が運営するCSチャンネルと分担して放送。具志堅用高、渡嘉敷勝男、鬼塚勝也、畑山隆則の現役時代の中継の模様も原則として火曜未明〜土曜未明の2:30 - 4:00頃に独占再放送する。
- マスターズ・トーナメント

地上波やBS-TBSで生中継されたものを、同日に録画放送。なお、BSで放送されたVTRが使用される。
- 世界バレー（同日録画放送）
- バレーボールネーションズリーグ
- 世界陸上

2007年の大阪大会から中継開始。同年はBSでの放送から2 - 6日遅れだったが、2011年の大邱大会ではフィールド競技を中心に生中継も行った。
- DUNK J JAPAN BASKETBALL LEAGUE
- アジア競技大会（NHKとの持ち回り制作）
- 全日本高等学校女子サッカー選手権大会

など

#### プロ野球中継
- TBSテレビが放映権を持つDeNA主催試合をTBSチャンネル2で、TBS系列が放映権を持つ中日（CBCテレビ制作）、広島（TBSテレビ制作･中国放送制作協力）対巨人戦をTBSチャンネル1で何れも試合開始から終了まで完全生中継[26]で放送する。

DeNA主催試合
- 2007年までの対巨人戦以外の試合はJ SPORTS（TBSテレビのアナウンサーが担当するが、解説者はTBSテレビまたはフジテレビ・テレビ神奈川の解説者のどちらかになることもあった）で、2008年から2013年まではTBSニュースバード[27]で放送され、2014年からはTBSチャンネル2[28]に移行した。これにより報道はTBSニュースバード、スポーツ中継はTBSチャンネル1・2に集約されることになった。なお、視聴者保護並びに円滑なチャンネル移行を実施するための経過処置として2014年4-5月の一部DeNA主催試合のうち地上波･BS-TBSで放送しない16試合は、TBSチャンネル2とTBSニュースバードでの並列放送[29]を行った。

対巨人戦
- 対中日戦･対広島戦は地上波全国放送時に限り、2008年まではTBSニュースバードとのトップ&リレー中継[30]を実施していたが、2009年からは完全生中継で放送している。
- 2010年5月8日以降の対DeNA戦･同年7月9日以降の対中日戦、2011年4月16日以降の対広島戦では実況･解説が地上波[31]と衛星波で別々となっており、対中日戦は地上波同様にCBCテレビ（対巨人戦以外のJ SPORTSでの中継と同じ放送体制となり、製作著作クレジットは2015年まではCBCテレビ制作著作、2016年からはCBCテレビ･TBSテレビ制作著作）が、対広島戦はTBSテレビ[32]（中国放送制作映像をメインに一部映像を差し替え、TBSテレビのアナウンサー･解説者が東京からのオフチューブで中継し、製作著作クレジットは年度によりTBSテレビ製作著作･中国放送制作協力またはTBSテレビ･中国放送制作著作のどちらかとなる）が各々実制作を担当し、スコア表示は対中日戦はナゴヤドームのコンコースモニターと共通の独自デザイン[33] を使用する。対広島戦は2015年までは中国放送仕様（地上波全国放送時は毎日放送から借受[34]）をそのまま使用していたが、2016年以降はTBSテレビ仕様を使用している。
- 対中日戦・対広島戦でNHK BSが放映権を獲得またはBS-TBSが別番組を優先し、TBSチャンネル1単独放送となる場合、対中日戦は地上波が放送開始する時間を境にアナウンサー･解説者を入れ替える2010年4月28日までの中継体制（地上波中継開始以降は地上波同時放送となるため実質上はトップ中継）に戻し、スコア表示は地上波用を使用する[35]。対広島戦は対巨人戦以外の『J SPORTS STADIUM』での中継同様に地上波同時放送となり、試合開始から終了まで中国放送のアナウンサー･解説者が担当し、スコア表示は自社仕様を使用する。但し、地上波とTBSチャンネル1での同時放送で不可能な内容[36] が含まれる場合はBS-TBSと同様の放送体制（中日戦は裏送り、広島戦はTBSテレビ側でオフチューブ実況）となる。

その他
- 『J-LEAGUE WIDE』が組まれた場合はそちらが優先され、対巨人戦はニュースバードで深夜に録画中継で放送された（生中継はBS-TBSで放送）。過去には録画放送に加えて生中継をスカチャンで行ったケースもある。野球中継終了後、既定の放送終了時間まで時間が余っている際は環境映像を流すことが多い。延長に対応して次の番組が『吉田類の酒場放浪記』の傑作選を集中放送するのも恒例となっている。

ロッテ戦
- 2015年から2017年までは、千葉ロッテマリーンズ主催試合をTBSニュースバードで放送されていたが、制作はJ SPORTSやFOXスポーツジャパンで放送されていた時代と同様に技術面はフジテレビの関連企業である東京フイルム・メートが関与し、同社とBS12 トゥエルビの制作協力により球団主導[37] で行われ、ロッテOBを中心とした本数契約解説者と外部所属のフリーアナウンサー（TBSテレビのOBも含む）が担当した。スコア表示はTBSテレビと同デザインに変更し、2016年のデザイン変更にも対応していた（地上波・BS-TBSやTBSチャンネルのDeNA戦から動画が大幅に簡略化されている他、インターネットのパ・リーグTVでも放送されるため『侍プロ野球（西暦）』→『SAMURAI BASEBALL』ロゴは省略した〔TBSニュースバードのみ別乗せで表示〕）[38]。
- 一部試合はBS12トゥエルビ・NHK BS・BS朝日・BSテレ東・BS日テレ（現在は対巨人戦のみ）でも放送される（BSフジ〈2015年まで〉・BS-TBSでも放送されたが、現在は放送されていない）。BS日テレ（2018年のみ）・BS12トゥエルビは球団制作分を2015年 - 2017年はTBSニュースバード、2018年は日テレNEWS24と同時放送するが、BS-TBS（2021年現在は放送されていない）はTBSテレビで実況・解説を別に配置し、NHK BS1・BS朝日（2021年現在は放送されていないBSフジも含む）はそれぞれ別制作する（一部映像は球団制作分と共用）。DeNA対ロッテの交流戦では、衛星波ではNHK BS（DeNA・ロッテ主催とも放送可）やTwellV（ロッテ主催を球団制作中継で放送）が放送権を獲得しない場合TBSグループの独占となった。地上波（全国放送、ローカルを問わず）・BS-TBSで放送する場合は同じ字幕のデザインであっても、CSとは異なりアニメーション動画が放送されるため、CS用とは字幕が別送出となる。2015年のDeNA戦（ロッテ主催）は、TBSニュースバードで生放送した後、TBSチャンネルで録画放送する対応を取った。

例外のケース
- 2009年8月30日の横浜対広島戦

この日は第45回衆議院議員総選挙の投開票日による特別編成のため、ニュースバードでは試合開始から19時30分までの放送となり、19時30分から試合終了までTBSチャンネルでのリレー中継を予定していたが（一部のケーブルテレビを除き無料放送）、ニュースバードで放送中に試合が雨天ノーゲームとなり、中継も取りやめとなった。そのまま放映されていれば、このチャンネルで初となる横浜主催試合の放映となるはずだった。
試合の中止後はドラマ『HOTEL』の再放送を21時40分まで放送して穴埋めしたが、EPGでは変更が反映されていなかった。なお、本来は31日1時から3時にニュースバードで選挙の速報テロップを挿入した上で録画中継が予定されていたがこの録画放送も取りやめ（引き続き選挙開票速報を放送）となった。こちらも、EPGでは変更の反映がなされていなかった。
2010年8月27日の広島対巨人戦（詳細）
この日は試合が延長戦にもつれ込み、4時間を超える長時間ゲームとなった。当初の放送時間は22時までで、引き続き中継時間を延長する措置が行われたが、スクランブルシステムの設定ミスによりスカパー!の「プロ野球セット」の加入世帯で中継が視聴できなくなるトラブルとなった。TBSテレビ側は公式サイト内で謝罪した上で、この試合の終盤を1時間にまとめたダイジェスト番組を同年8月29日と9月5日の深夜にノンスクランブルで放送した。
アンコール放送
これまでTBSチャンネルではプロ野球中継のアンコール放送は行わなかったが、2014年から『ベイスターズ BESTセレクション』と題して、各年度開催のDeNA主催試合から好ゲームを選んでノーカット再放送を実施する。

### アニメ・特撮
TBSテレビ、および系列局の毎日放送やCBCテレビが制作した作品を厳選して放送。MBS制作作品については、1975年3月のネットチェンジ以前にNETテレビ（現：テレビ朝日）系列で放映されたものの一部や、関東地区ではUHFアニメ（TOKYO MXなど）として放映されたものの一部も対象としている。
チャンネル1では土曜・日曜の9時台には『平成ウルトラシリーズ』用の放送枠が設けられ、アニメ番組については他ジャンルの番組の合間を縫って、主に深夜・早朝枠に編成。2013年10月期から（当初は2作品中1作品）のTBSテレビの深夜アニメ枠作品の遅れネットを開始した。しかし、2014年10月の改編を期にアニメ番組は前述の遅れネットを除いてすべてTBSチャンネル2に移行された（ただし、『笑ゥせぇるすまん』などのようにTBSチャンネル1で放送されるなど例外あり）。
なお旧ジャニーズ（現・SMILE-UP.、およびSTARTO ENTERTAINMENT）に所属していたメンバーが参加していたウルトラマンティガに関しては、上記の主演映画と同様他ドラマとは異なり問題なく放送されている。
チャンネル2では「アニおび」と題して平日25時から26時30分まで1作品を1日3話放送している。2013年5月から2014年9月までは「TBSアニメーション枠」として平日25時から27時まで2作品を2話連続放送。
アニメ番組に限らず、過去には歌手としても活躍する声優の水樹奈々や坂本真綾、およびミルキィホームズ（三森すずこ・徳井青空・佐々木未来・橘田いずみ）のライブや密着番組を自社制作で放送したこともある。アニメ情報番組『アニちゃんねる!』シリーズも制作していた。
アニメ本編前に「部屋を明るくし（改行）画面から距離を十分にとってご覧下さい」と書かれた注意喚起文が表記される。アニメ本編の際、番組冒頭で「最近、インターネット上での不正な利用が多発しています。番組の画像や映像を権利者の許諾なくインターネットを通じて配信、配布したりすることは法律で固く禁じられておりますのでご注意ください。」と、無断での動画配信禁止の注意喚起を促すロールテロップが表示される。
平成ウルトラマンシリーズ
- ウルトラマンティガ（毎日放送製作・2013年9月から「超解像度リマスター版」を放送）
- ウルトラマンダイナ（毎日放送製作）
- ウルトラマンガイア（毎日放送製作）
- ウルトラマンコスモス（毎日放送製作）
- ウルトラマンマックス（中部日本放送製作）
- ウルトラマンメビウス（中部日本放送製作）
- ULTRASEVEN X

土6枠・日5枠作品（全て毎日放送製作）、およびアニメサタデー630作品（毎日放送製作作品のみ）
- 機動戦士ガンダムSEED、機動戦士ガンダムSEED DESTINY（このうち、ガンダムSEEDは2015年3月25日から「HDリマスター版」を放送）
- 鋼の錬金術師（キッズステーションでも放送）
- 地球へ…
- 機動戦士ガンダム00、機動戦士ガンダム00 セカンドシーズン
- 青の祓魔師
- マギ
- 七つの大罪シリーズ（テレビ東京系にて放送された第3期・第4期を除く）

京都アニメーション制作
- AIR（BS-TBSにて独占放送）
- Kanon（BS-TBSにて独占放送）
- CLANNADシリーズ
  - CLANNAD
  - CLANNAD 〜AFTER STORY〜
- けいおん!シリーズ
  - けいおん!（NHK BSプレミアムでも放送）
  - けいおん!!
- 中二病でも恋がしたい！シリーズ（TBSが製作委員会に参加）
  - 中二病でも恋がしたい！
  - 中二病でも恋がしたい！戀
  - 小鳥遊六花・改 〜劇場版 中二病でも恋がしたい！〜
  - 映画 中二病でも恋がしたい！ -Take On Me-

深夜アニメ作品
深夜アニメ作品の内キッズステーション制作協力作品はキッズステーションの『エリア23』枠で放送。
☆は関西地区ではUHFアニメ扱いとして放送された作品。
- 行け!稲中卓球部（ファミリー劇場でも放送）
- ももいろシスターズ
- デ・ジ・キャラット〜ワンダフル版〜（第2期はテレビ東京系列で放送）
- ちっちゃな雪使いシュガー
- まほろまてぃっくシリーズ（全てBS-TBSにて独占放送）
  - まほろまてぃっく
  - まほろまてぃっく〜もっと美しいもの〜
  - まほろまてぃっく特別編 ただいま◆おかえり
- ちょびっツ
- ローゼンメイデンシリーズ
  - ローゼンメイデン
  - ローゼンメイデントロイメント
  - ローゼンメイデン（2013年版）
- 英國戀物語エマ（UHFアニメ）
- ああっ女神さまっシリーズ
  - ああっ女神さまっ
  - ああっ女神さまっ それぞれの翼
- 苺ましまろ
- びんちょうタン/REC
- あさっての方向。
- 銀河鉄道物語 〜永遠への分岐点〜（CBCテレビ製作・第1期はBSフジにて独占放送後フジテレビ系列で放送）
- ひだまりスケッチシリーズ
  - ひだまりスケッチ
  - ひだまりスケッチ×365
  - ひだまりスケッチ×☆☆☆
  - ひだまりスケッチ×ハニカム
- ロミオ×ジュリエット（CBCテレビ製作・☆）
- おおきく振りかぶってシリーズ（TBSテレビ&毎日放送共同製作）
  - おおきく振りかぶって
  - おおきく振りかぶって 〜夏の大会編〜
- 怪物王女（☆）
- イタズラなKiss（中部日本放送製作・☆）
- 黒執事シリーズ（毎日放送制作）
  - 黒執事
  - 黒執事II
  - 黒執事 Book of Circus
- To LOVEる -とらぶる-シリーズ
  - To LOVEる -とらぶる-
  - もっとTo LOVEる -とらぶる-（UHFアニメとして放送）
  - To LOVEる -とらぶる- ダークネスシリーズ（UHFアニメとして放送）
- 夜桜四重奏（第2期はUHFアニメとして放送）
- 明日のよいち!（☆）
- 大正野球娘。
- PandoraHearts
- けんぷファー（☆）
- にゃんこい!
- おおかみかくし（☆）
- 会長はメイド様!
- アマガミSSシリーズ
  - アマガミSS
  - アマガミSS+ plus（☆）
- それでも町は廻っている（☆）
- IS 〈インフィニット・ストラトス〉シリーズ
  - IS〈インフィニット・ストラトス〉（☆）
  - IS〈インフィニット・ストラトス〉2（☆）
- 夢喰いメリー
- 緋弾のアリア（第2期はUHFアニメとして放送）
- 僕らはみんな河合荘（☆）
- 電波女と青春男
- アイドルマスター（2015年はプロジェクト10周年記念事業としてUHFアニメでは旧作とシンデレラガールズと交互に分割2クールで放送）
- まよチキ!
- 僕は友達が少ないシリーズ
  - 僕は友達が少ない
  - 僕は友達が少ないNEXT
- キルミーベイベー
- あっちこっち（BS-TBS制作協力）
- さんかれあ（BS-TBS制作協力）
- 恋と選挙とチョコレート（BS-TBS制作協力・☆）
- この中に1人、妹がいる!（BS-TBS制作協力）
- 武装神姫（BS-TBS制作協力）
- ささみさん@がんばらない（BS-TBS制作協力・☆）
- やはり俺の青春ラブコメはまちがっている。シリーズ
  - やはり俺の青春ラブコメはまちがっている。
  - やはり俺の青春ラブコメはまちがっている。続
  - やはり俺の青春ラブコメはまちがっている。完
- フォトカノ
- ステラ女学院高等科C3部（☆）
- アウトブレイク・カンパニー
- 桜Trick
- 魔法戦争
- ブレイドアンドソウル
- RAIL WARS!（☆）
- 普通の女子校生が【ろこどる】やってみた。（☆）
- 俺、ツインテールになります。（☆）
- 甘城ブリリアントパーク
- 琴浦さん（CBCテレビ製作委員会参加・首都圏と関西地区はUHFアニメ扱い）
- 幸腹グラフィティ
- 銃皇無尽のファフニール（☆）
- レーカン!（☆）
- 青春×機関銃
- 城下町のダンデライオン（☆）
- ランス・アンド・マスクス（☆）
- ヤング ブラック・ジャック（☆）
- ファンタシースターオンライン2 ジ アニメーション
- だがしかしシリーズ
  - だがしかし（☆、AT-Xでも放送）
  - だがしかし2（☆）
- 少年メイド（☆）
- 坂本ですが?（AT-X・キッズステーションでも放送）
- この美術部には問題がある!（☆）
- はんだくん（AT-Xでも放送。第1期は製作局の関係で日テレプラスにて放送）
- 私がモテてどうすんだ（☆）
- ガーリッシュナンバー（☆）
- うらら迷路帖（☆）
- セイレン（☆）
- カブキブ!
- クロックワーク・プラネット
- アクションヒロイン チアフルーツ
- コンビニカレシ
- DYNAMIC CHORD
- ミイラの飼い方
- たくのみ。（☆）
- メガロボクス
- されど罪人は竜と踊る
- 少女☆歌劇 レヴュースタァライト
- 七星のスバル
- 東京喰種トーキョーグールシリーズ
  - 東京喰種トーキョーグール√A
  - 東京喰種トーキョーグール:re
- 学園BASARA
- 覇穹 封神演義
- BAKUMATSU
- 五等分の花嫁シリーズ（☆）
  - 五等分の花嫁
  - 五等分の花嫁∬
  - 五等分の花嫁∽
  - 映画 五等分の花嫁
- グリムノーツ The Animation
- 進撃の巨人（毎日放送が製作委員会に参加しているが、関東地区はTOKYO MXにて放送）
- 探偵オペラ ミルキィホームズ（第1期のみ。UHFアニメだが、関西地区は毎日放送で放送）
- A3!シリーズ
  - A3!SEASON SPRING ＆ SUMMER
  - A3!SEASON AUTUMN ＆ WINTER
- アイドリッシュセブンシリーズ
  - アイドリッシュセブン
  - アイドリッシュセブン Second BEAT!
  - アイドリッシュセブン Third BEAT！
  - 劇場版アイドリッシュセブン LIVE 4bit BEYOND THE PERiOD
- ノー・ガンズ・ライフ
- 星合の空
- まちカドまぞくシリーズ
  - まちカドまぞく
  - まちカドまぞく 2丁目
- グリムノーツ The Animation
- W'z《ウィズ》
- アサルトリリィ BOUQUET
- 安達としまむら
- 地縛少年花子くん
- すばらしきこのせかい The Animation
- 異世界魔王と召喚少女の奴隷魔術Ω
- プラチナエンド
- 推しが武道館いってくれたら死ぬ
- プレイタの傷
- BASTIONS
- Extreme Hearts
- それでも歩は寄せてくる
- 魔法使い黎明期
- 冰剣の魔術師が世界を統べる
- 聖者無双〜サラリーマン、異世界で生き残るために歩む道〜
- アンダーニンジャ
- 魔女と野獣

その他
- エイトマン
- スーパージェッター（2011年に「TBS開局60周年スペシャルプログラム」としてカラー版含むHDリマスター版を放送）
- 宇宙少年ソラン
- 冒険ガボテン島
- スカイヤーズ5（モノクロ版）
- おそ松くん（第1作）（MBS制作・著作だが、本放送時はNET系で放映）
- ばくはつ五郎 HDリマスター版
- まんがはじめて物語（ヒストリーチャンネルでも放送）
- 笑ゥせぇるすまん（時間調整などの穴埋めで放送されることが多い）
- さくらももこ劇場 コジコジ
- 逮捕しちゃうぞシリーズ
- サクラ大戦
- 探偵学園Q（実写版は製作局の関係で日テレプラスで放送）
- Suzy's Zoo だいすき!ウィッツィー
- 昭和物語（UHFアニメ）
- ぐでたま

など

### ドキュメンタリー
- 兼高かおる世界の旅
- 筑紫哲也 NEWS23 対談特選 〜時代を映す言葉たち〜
- 世界遺産
- 新世界紀行
- 野生の王国（毎日放送制作）
- 情熱大陸（毎日放送制作）

### トーク
- すばらしき仲間（CBCテレビ制作）
- 流行事情
- 1×1（毎日放送制作）

### オリジナル番組
- TBSチャンネルガイド（番宣番組、ノンスクランブル放送） - 2018年3月までTBSの女性アナウンサーが案内役を担当した。

以下50音順
- 逢田梨香子のスローな休日
- アニちゃんねる!シリーズ
- 荒牧くんと高崎くん瀬戸内海一周ドライブふたり旅
- 有吉AKB共和国 TBSチャンネルオリジナル版
- AKB48裏ストーリー 完全版「田野優花編」「北原里英編」「込山榛香編」「岡田奈々編」「小嶋陽菜・特別編」
- AKB48グループ歌唱力No.1決定戦（関連番組あり）
- SKE48 ZERO POSITION 〜チームスパルタ!能力別アンダーバトル〜（関連番組あり）
- STU48裏ストーリー 完全版
- NMB48須藤凜々花の麻雀ガチバトル! りりぽんのトップ目とったんで!
- NMB48村瀬紗英の麻雀ガチバトル! さえぴぃのトップ目とったんで!
- 桂邦彦プロデュース「地上波で出来ないTV」
- 桂邦彦プロデュース「東京コント祭り」
- GRANRODEOの踊ロデオ
- K-POP Channel
- Kesennuma, Voices. 東日本大震災復興特別企画〜堤幸彦の記録〜シリーズ
- ゴキブリちゃん（アニメ）
- The Vocalist〜音楽に恋して〜
- さようなら梅小路蒸気機関車館
- Spicy Sessions
- 台湾ふれあい旅〜氷川きよしが行く! 岩佐美咲・はやぶさと珍道中
- 「だがしかし」阿部敦・鈴木達央のふたり遠足
- タマネギ頭〜徹子さん初体験バラエティー〜
- TBS女子アナ 日本歴史探訪
- TBS女子アナ 鉄道の旅
- TBSチャンネル×松竹芸能 安田大サーカスの奥の細道
- 手酌ですみません!
- テレビがくれた夢
- 東京絶品神グルメ 乃木坂46の食べるだけ TBSチャンネルオリジナル版
- ナマイキ!あらびき団
- 日本全国駅弁選手権
- 日本全国ラーメン選手権
- 乃木坂お試し中
- 乃木坂46えいご（のぎえいご）
- 元乃木坂46中田花奈の麻雀ガチバトル! かなりんのトップ目とれるカナ?
- ハイパープロジェクション演劇「ハイキュー!!」ロケ特番!
- 橋田さんちのティータイム
- Beach Angels
- PRINCE COLLECTION
- ボクの私鉄図鑑
- ミルキィホームズがロケに出ちゃうよ!〜大薩摩紀行〜

出演：三森すずこ、徳井青空、佐々木未来、橘田いずみ
- モーニング娘。'23 25周年特番〜25年分の禁断ランキング!〜
- 山内惠介ニュージーランド紀行

フィラー番組
- 海の唄
- 海底図鑑
- びっくり!どうぶつ大百科
- ビバ!イタリア

それぞれ海外の環境映像を収めた紀行番組。主に日曜日の深夜にフィラーとして放映されるほか、プロ野球および音楽・舞台中継が予定時間から早く終わった場合、更にはメンテナンスによる放送休止の冒頭・5分間にもその旨を表したテロップを表示した上で途中まで放映される。なお、BS-TBSのフィラーも、同じタイトルで放送される。
2006年6月30日（初代ロゴ時代）まで、番組と番組の間のインターバルに、画面下にTBSニュースバードと同じ要領でニュース速報のロールテロップを出して放送していた（L字型画面ではない）。